# 2e étape du Tour de France 1994
Pour un article plus général, voir Tour de France 1994.
La 2e étape du Tour de France 1994 a lieu le 4 juillet 1994 entre les villes de Roubaix et de Boulogne-sur-Mer sur une distance de 203,5 km. Elle est remportée par Jean-Paul van Poppel, porteur du maillot à pois, à l'issue d'un sprint massif.

## Parcours
La course quitte la métropole lilloise depuis Roubaix, en direction du littoral et de Dunkerque, en passant par les monts des Flandres, via un détour de quelques kilomètres en Belgique. Trois monts sont escaladés et sont répertoriés pour le Grand prix de la montagne : le mont Rouge, le mont des Cats (tous deux classés en 4e catégorie) et le mont Cassel (3e catégorie). Après avoir parcouru les reliefs du Boulonnais, avec une dernière côte de 4e catégorie à cinq kilomètres de la ligne, l'arrivée est jugée à Boulogne-sur-Mer. Trois sprints intermédiaires sont disputés en cours d'étape, à Quesnoy-sur-Deûle, Gravelines et Herbinghen.

## La course
Le début d'étape est animé par la lutte pour le maillot à pois. Ex æquo au nombre de points avec le meilleur grimpeur Jean-Paul van Poppel, Peter De Clercq passe en tête des trois premières difficultés de la journée, et s'assure de prendre la tête du Grand prix de la montagne. Passé le mont Cassel, la course s'accélère et le vent provoque des bordures, mais le peloton se reforme rapidement. Jacky Durand et Stephen Swart choisissent ce moment pour s'extraire, et comptent jusqu'à cinq minutes d'avance après 100 kilomètres de course. Le peloton réagissant dans les reliefs de fin d'étape, les deux échappés sont repris à une vingtaine de kilomètres de l'arrivée. Plusieurs attaques se produisent alors, notamment par les Italiens Massimo Ghirotto (dans la côte de la Haute-Ville à Boulogne-sur-Mer) et Claudio Chiappucci (à deux kilomètres de l'arrivée), mais le peloton se présente groupé pour l'arrivée. Olaf Ludwig semble pouvoir l'emporter, mais il est finalement débordé par Jean-Paul van Poppel, qui remporte le sprint massif avec le maillot à pois sur les épaules, sa neuvième et dernière victoire d'étape sur le Tour. Christopher Boardman conserve le maillot jaune.

## Classement de l'étape
| Classement de la 2e étape | Classement de la 2e étape | Classement de la 2e étape | Classement de la 2e étape | Classement de la 2e étape |
|                           | Coureur                   | Pays                      | Équipe                    | Temps                     |
| ------------------------- | ------------------------- | ------------------------- | ------------------------- | ------------------------- |
| 1er                       | Jean-Paul van Poppel      | Pays-Bas                  | Festina-Lotus             | en 5 h 5 min 40 s         |
| 2e                        | Olaf Ludwig               | Allemagne                 | Telekom-Merckx            | m.t.                      |
| 3e                        | Silvio Martinello         | Italie                    | Mercatone Uno-Medeghini   | m.t.                      |
| 4e                        | François Simon            | France                    | Castorama                 | m.t.                      |
| 5e                        | Johan Museeuw             | Belgique                  | GB-MG Boys Maglificio     | m.t.                      |
| 6e                        | Djamolidine Abdoujaparov  | Ouzbékistan               | Polti-Vaporetto           | m.t.                      |
| 7e                        | Laurent Desbiens          | France                    | Castorama                 | m.t.                      |
| 8e                        | Ángel Edo                 | Espagne                   | Kelme-Avianca-Gios        | m.t.                      |
| 9e                        | Fabiano Fontanelli        | Italie                    | ZG Mobili-Selle Italia    | m.t.                      |
| 10e                       | Andreï Tchmil             | Moldavie                  | Lotto-Caldoi              | m.t.                      |
| modifier                  |                           |                           |                           |                           |

## Classement général
| Classement général après la 2e étape | Classement général après la 2e étape | Classement général après la 2e étape | Classement général après la 2e étape | Classement général après la 2e étape |
|                                      | Coureur                              | Pays                                 | Équipe                               | Temps                                |
| ------------------------------------ | ------------------------------------ | ------------------------------------ | ------------------------------------ | ------------------------------------ |
| 1er                                  | Christopher Boardman                 | Royaume-Uni                          | GAN                                  | en 10 h 59 min 45 s                  |
| 2e                                   | Miguel Indurain                      | Espagne                              | Banesto                              | + 15 s                               |
| 3e                                   | Tony Rominger                        | Suisse                               | Mapei-CLAS                           | + 19 s                               |
| 4e                                   | Olaf Ludwig                          | Allemagne                            | Telekom-Merckx                       | + 20 s                               |
| 5e                                   | Djamolidine Abdoujaparov             | Ouzbékistan                          | Polti-Vaporetto                      | + 21 s                               |
| 6e                                   | Alex Zülle                           | Suisse                               | ONCE                                 | + 22 s                               |
| 7e                                   | Johan Museeuw                        | Belgique                             | GB-MG Boys Maglificio                | + 23 s                               |
| 8e                                   | Armand de Las Cuevas                 | France                               | Castorama                            | + 24 s                               |
| 9e                                   | Thierry Marie                        | France                               | Castorama                            | + 29 s                               |
| 10e                                  | Eddy Seigneur                        | France                               | GAN                                  | + 30 s                               |
| modifier                             |                                      |                                      |                                      |                                      |

## Classements annexes

### Classement par points
| Classement par points | Classement par points    | Classement par points | Classement par points   | Classement par points |
| --------------------- | ------------------------ | --------------------- | ----------------------- | --------------------- |
|                       | Coureur                  | Pays                  | Équipe                  | Point(s)              |
| 1er                   | Djamolidine Abdoujaparov | Ouzbékistan           | Polti-Vaporetto         | 73 points             |
| 2e                    | Olaf Ludwig              | Allemagne             | Telekom-Merckx          | 60 pts                |
| 3e                    | Silvio Martinello        | Italie                | Mercatone Uno-Medeghini | 56 pts                |
| modifier              |                          |                       |                         |                       |

### Classement du meilleur grimpeur
| Classement du meilleur grimpeur | Classement du meilleur grimpeur | Classement du meilleur grimpeur | Classement du meilleur grimpeur | Classement du meilleur grimpeur |
| ------------------------------- | ------------------------------- | ------------------------------- | ------------------------------- | ------------------------------- |
|                                 | Coureur                         | Pays                            | Équipe                          | Point(s)                        |
| 1er                             | Peter De Clercq                 | Belgique                        | Lotto-Caloi                     | 25 points                       |
| 2e                              | Herman Frison                   | Belgique                        | Lotto-Caloi                     | 11 pts                          |
| 3e                              | Claudio Chiappucci              | Italie                          | Carrera-Tassoni                 | 7 pts                           |
| modifier                        |                                 |                                 |                                 |                                 |

### Classement du meilleur jeune
| Classement général du meilleur jeune | Classement général du meilleur jeune | Classement général du meilleur jeune | Classement général du meilleur jeune | Classement général du meilleur jeune |
|                                      | Coureur                              | Pays                                 | Équipe                               | Temps                                |
| ------------------------------------ | ------------------------------------ | ------------------------------------ | ------------------------------------ | ------------------------------------ |
| 1er                                  | Eddy Seigneur                        | France                               | GAN                                  | en 11 h 0 min 15 s                   |
| 2e                                   | Andrea Peron                         | Italie                               | Polti-Vaporetto                      | + 4 s                                |
| 3e                                   | Abraham Olano                        | Espagne                              | Mapei-CLAS                           | + 7 s                                |
| modifier                             |                                      |                                      |                                      |                                      |

### Classement par équipes
| Classement par équipes | Classement par équipes | Classement par équipes | Classement par équipes |
|                        | Équipe                 | Pays                   | Temps                  |
| ---------------------- | ---------------------- | ---------------------- | ---------------------- |
| 1re                    | GAN                    | France                 | en 33 h 0 min 26 s     |
| 2e                     | Castorama              | France                 | + 17 s                 |
| 3e                     | Mapei-CLAS             | Italie                 | + 25 s                 |
| modifier               |                        |                        |                        |